# Національний перепис населення Польщі (2002)
Національний перепис населення та житлового фонду — перепис населення, який був проведений у Польщі з 21 травня до 8 червня 2002 року.
Під час нього понад 96 % респондентів назвали себе поляками, 1,23 % (471 500 осіб) заявили, що вони належать до інших національностей, і 2,03 % (774 900 осіб) не назвали свою національну приналежність.